# Charly Loubet
Charly Loubet (født 26. januar 1945 i Grasse, Frankrig, død 31. januar 2023) var en fransk fodboldspiller og -træner, der spillede som angriber. Han var på klubplan tilknyttet AS Cannes, Stade Français, OGC Nice og Olympique Marseille, og spillede desuden 36 kampe for det franske landshold. Med Marseille vandt han i 1971 det franske mesterskab.

## Titler
Ligue 1
- 1971 med Olympique Marseille